# Турлачёва, Тамара Сергеевна
Тамара Сергеевна Турлачёва — российская спортсменка, чемпионка мира по спортивной акробатике в номинации «Женские групповые упражнения» на чемпионате мира по акробатике 2008 в Глазго (вместе с Татьяной Барановской и Ириной Борзовой). Тренировалась под руководством Натальи Мельниковой и хореографа Людмилы Артемьевой в детско-юношеской спортивной школе олимпийского резерва № 46 г. Москвы (район Бирюлёво Восточное). Мастер спорта России международного класса.

## Спортивные достижения
- Бронза на Кубке мира во Франции (2008)[2][3].
- Золото на чемпионате мира по акробатике (Глазго, 2008).